# Dietmar Millonig
Dietmar Millonig (Dinamarca, 1 de junio de 1955) es un atleta danés retirado especializado en la prueba de 3000 m, en la que consiguió ser campeón europeo en pista cubierta en 1986.

## Carrera deportiva
En el Campeonato Europeo de Atletismo en Pista Cubierta de 1986 ganó la medalla de oro en los 3000 metros, con un tiempo de 7:59.08 segundos, por delante del italiano Stefano Mei  y del portugués João Campos.